# یودورا استون بومستد
یودورا استون بومستد (به انگلیسی: Eudora Stone Bumstead) (زادهٔ ۲۶ آگوست ۱۸۶۰ – درگذشتهٔ ۱۸۹۲) شاعر و ترانه سرا اهل ایالت میشیگان آمریکا بود.

## سالهای اولیه و تحصیلات
یودورا استون بومستد در ۲۶ اوت ۱۸۶۰ در ایالت میشیگان به دنیا آمد. هنگامی که او جوان بود، با والدینش به نبراسکا رفت.

## آثار برگزیده
اشعار سرود
- «خورشید از آسمان درخشان رفته‌است»
- «تردید و ترس خود را به باد بینداز»

اشعار 
- «درخت کاج کوچک» (۱۸۸۹)
- تلاش (۱۸۸۸)